# Tweede Kamerverkiezingen in het kiesdistrict Dordrecht (1888-1918)

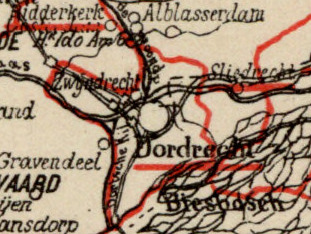
Kiesdistrict Dordrecht (1888)

Tweede Kamerverkiezingen in het kiesdistrict Dordrecht (1888-1918) geeft een overzicht van verkiezingen voor de Nederlandse Tweede Kamer in het kiesdistrict Dordrecht in de periode 1888-1918.
Het kiesdistrict Dordrecht was al ingesteld in 1848. De indeling van het kiesdistrict werd gewijzigd na de grondwetsherziening van 1887; tevens werd het kiesdistrict toen omgezet in een enkelvoudig district. Tot het kiesdistrict behoorden vanaf dat moment de volgende gemeenten: Dordrecht, Dubbeldam, Heerjansdam, Papendrecht en Zwijndrecht.
Het kiesdistrict Dordrecht vaardigde in deze periode per zittingsperiode één lid af naar de Tweede Kamer. 
Legenda
- cursief: in de eerste verkiezingsronde geëindigd op de eerste of tweede plaats, en geplaatst voor de tweede ronde;
- vet: gekozen als lid van de Tweede Kamer.

## 6 maart 1888
De verkiezingen werden gehouden na vervroegde ontbinding van de Tweede Kamer.
|                                     | 6 maart | 20 maart |
| ----------------------------------- | ------- | -------- |
| Kiesgerechtigden                    | 2.864   | 2.864    |
| Opkomst                             | 2.579   | 2.715    |
| Geldige stemmen                     | 2.568   | 2.699    |
| Blanco stemmen                      | 8       | 15       |
| Kandidaten                          |         |          |
| J.B. van Osenbruggen                | 1.241   | 1.413    |
| R. van der Borch van Verwolde       | 1.255   | 1.286    |
| H.O. van der Linden van Snelrewaard | 62      |          |

## 26 maart 1889
Johannes van Osenbruggen, gekozen bij de verkiezingen van 6 en 20 maart 1888, overleed op 25 februari 1889. Om in de ontstane vacature te voorzien werd een tussentijdse verkiezing gehouden.
|                        | 26 maart |
| ---------------------- | -------- |
| Kiesgerechtigden       | 2.864    |
| Opkomst                | 2.624    |
| Geldige stemmen        | 2.607    |
| Blanco stemmen         | 10       |
| Kandidaten             |          |
| S.M.H. van Gijn        | 1.402    |
| J.G. van Schaardenburg | 1.202    |

## 9 juni 1891
De verkiezingen werden gehouden na ontbinding van de Tweede Kamer.
|                             | 9 juni |
| --------------------------- | ------ |
| Kiesgerechtigden            | 2.934  |
| Opkomst                     | 2.553  |
| Geldige stemmen             | 2.519  |
| Blanco stemmen              | 30     |
| Kandidaten                  |        |
| S.M.H. van Gijn             | 1.431  |
| J.J. Pompe van Meerdervoort | 947    |
| J.G. de Bruijn              | 128    |

## 10 april 1894
De verkiezingen werden gehouden na vervroegde ontbinding van de Tweede Kamer.
|                  | 10 april | 24 april |
| ---------------- | -------- | -------- |
| Kiesgerechtigden | 2.931    | 2.931    |
| Opkomst          | 2.309    | 2.615    |
| Geldige stemmen  | 2.280    | 2.575    |
| Blanco stemmen   | 29       | 40       |
| Kandidaten       |          |          |
| S.M.H. van Gijn  | 1.136    | 1.342    |
| A. Kuyper        | 609      | 1.233    |
| F.N. Sickenga    | 529      |          |

## 15 juni 1897
De verkiezingen werden gehouden na ontbinding van de Tweede Kamer.
|                  | 15 juni | 25 juni |
| ---------------- | ------- | ------- |
| Kiesgerechtigden | 5.012   | 5.012   |
| Opkomst          | 3.975   | 4.516   |
| Geldige stemmen  | 3.905   | 4.462   |
| Blanco stemmen   | 70      | 54      |
| Kandidaten       |         |         |
| S.M.H. van Gijn  | 1.531   | 2.296   |
| J.M. Rens        | 1.839   | 2.166   |
| H.J. Smidt       | 535     |         |

## 14 juni 1901
De verkiezingen werden gehouden na ontbinding van de Tweede Kamer.
|                  | 14 juni | 27 juni |
| ---------------- | ------- | ------- |
| Kiesgerechtigden | 6.161   | 6.161   |
| Opkomst          | 4.734   | 5.028   |
| Geldige stemmen  | 4.667   | 4.980   |
| Blanco stemmen   | 67      | 48      |
| Kandidaten       |         |         |
| S.M.H. van Gijn  | 2.100   | 2.565   |
| J.M. Rens        | 1.804   | 2.415   |
| J.A. Bergmeyer   | 763     |         |

## 16 juni 1905
De verkiezingen werden gehouden na ontbinding van de Tweede Kamer.
|                      | 16 juni | 28 juni |
| -------------------- | ------- | ------- |
| Kiesgerechtigden     | 7.805   | 7.805   |
| Opkomst              | 6.871   | 7.172   |
| Geldige stemmen      | 6.771   | 7.112   |
| Blanco stemmen       | 100     | 60      |
| Kandidaten           |         |         |
| S.M.H. van Gijn      | 2.824   | 3.725   |
| A.S. Talma           | 3.208   | 3.387   |
| J.H.F. van Zadelhoff | 739     |         |

## 11 juni 1909
De verkiezingen werden gehouden na ontbinding van de Tweede Kamer.
|                      | 11 juni | 23 juni |
| -------------------- | ------- | ------- |
| Kiesgerechtigden     | 8.846   | 8.846   |
| Opkomst              | 7.528   | 7.671   |
| Geldige stemmen      | 7.407   | 7.583   |
| Blanco stemmen       | 121     | 88      |
| Kandidaten           |         |         |
| P.J. de Kanter       | 2.641   | 4.146   |
| A. Kuyper            | 3.322   | 3.437   |
| J.H.F. van Zadelhoff | 827     |         |
| J. van Drooge        | 617     |         |

## 17 juni 1913
De verkiezingen werden gehouden na ontbinding van de Tweede Kamer.
|                          | 17 juni | 23 juni |
| ------------------------ | ------- | ------- |
| Kiesgerechtigden         | 9.867   | 9.867   |
| Opkomst                  | 8.420   | 8.441   |
| Geldige stemmen          | 8.311   | 8.378   |
| Blanco stemmen           | 109     | 63      |
| Kandidaten               |         |         |
| M.M. Schim van der Loeff | 2.751   | 4.634   |
| H.C. Hogerzeil           | 3.506   | 3.744   |
| J.H.F. van Zadelhoff     | 2.054   |         |

## 11 oktober 1916
Manta Schim van der Loeff, gekozen bij de verkiezingen van 17 en 23 juni 1913, trad op 21 september 1916 af vanwege zijn benoeming in een ambtelijke functie bij de uitvoering van de Distributiewet. Om in de ontstane vacature te voorzien werd een tussentijdse verkiezing gehouden.
|                  | 11 oktober |
| ---------------- | ---------- |
| Kiesgerechtigden | 10.948     |
| Opkomst          | 2.646      |
| Geldige stemmen  | 2.534      |
| Blanco stemmen   | 112        |
| Kandidaten       |            |
| P.J. de Kanter   | 2.116      |
| D.J. Wijnkoop    | 418        |

## 15 juni 1917
De verkiezingen werden gehouden na ontbinding van de Tweede Kamer.
|                  | 15 juni |
| ---------------- | ------- |
| Kiesgerechtigden | 11.259  |
| Opkomst          | 3.528   |
| Geldige stemmen  | 3.379   |
| Blanco stemmen   | 149     |
| Kandidaten       |         |
| P.J. de Kanter   | 2.535   |
| A. Besemer       | 474     |
| D.J. Wijnkoop    | 370     |

## Opheffing
De verkiezing van 1917 was de laatste verkiezing voor het kiesdistrict Dordrecht. In 1918 werd voor verkiezingen voor de Tweede Kamer overgegaan op een systeem van evenredige vertegenwoordiging met kandidatenlijsten van politieke partijen.